# Школа нации (Турция)

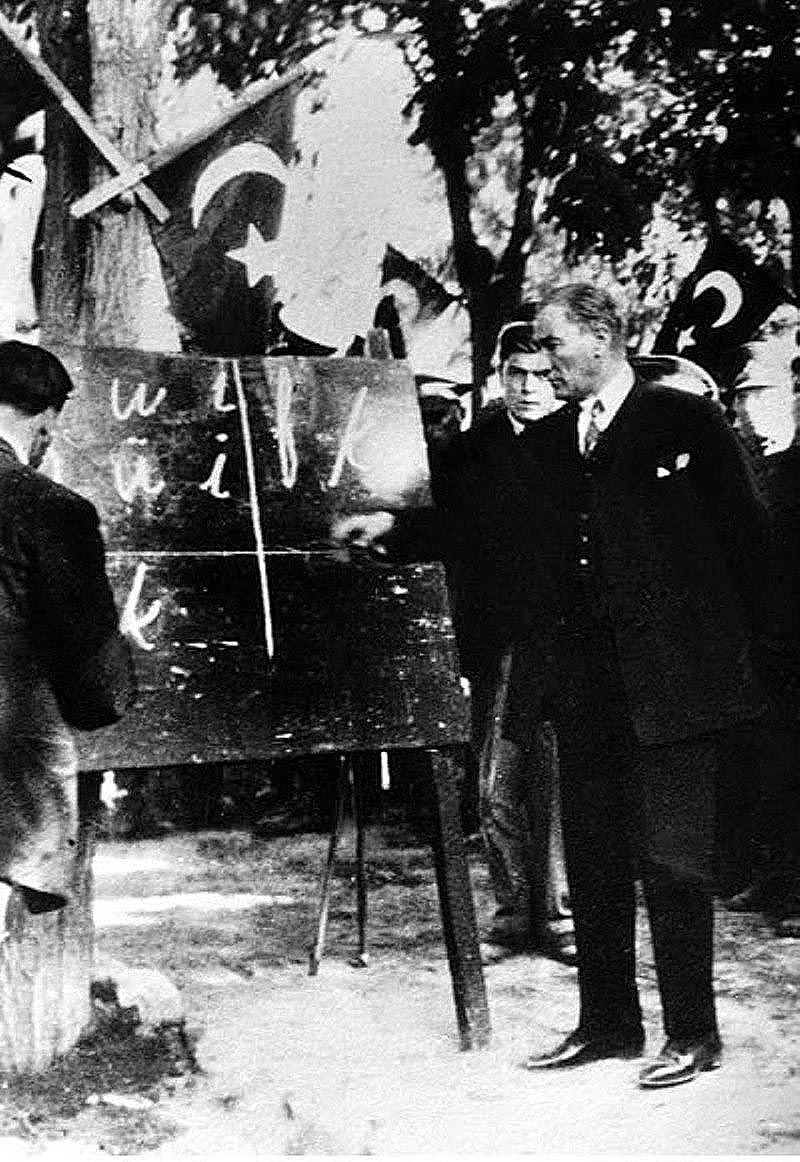
М. Ататюрк представляет новый турецкий алфавит в Кайсери (сентябрь 1928)

«Школа нации» (тур. Millet mektebi) — название турецкой образовательной кампании в 1929—1932 годах, состоявшей из серии школьных курсов для взрослых, направленных на изучение латинского алфавита. В обучении студентов школы лично принимал участие Мустафа Кемаль Ататюрк, активно пропагандировавший реформу турецкой письменности.

## Предпосылки
Алфавит Османской империи, как и многих других исламских стран того времени, был основан на арабском алфавите. Несмотря на то, что данный алфавит был неспособен корректно передавать некоторые гласные турецкого языка, он всё же считался незаменимым, поскольку в его основе лежал текст Корана.
Уже в османские времена турецкий язык стал «тяжёлым и искусственным», заимствуя не только слова, но и целые выражения — и даже грамматические правила — из персидского и арабского. С годами он становился всё более неудобным: в результате, в период правления младотурок, пресса страны сама начала использовать несколько упрощённый вариант турецкого языка.
Но уже в 1928 году основатель Турецкой республики Кемаль Ататюрк принял решение о переходе на латинский (европейский) алфавит. Новый турецкий алфавит (фактически, изменённый и дополненный латинский алфавит) получил 29 букв: были удалены буквы Q, W и X, остальные 23 буквы остались идентичны латинским; кроме того, были добавлены умлаут-версии букв O, U и I, а также — буквы Ç, Ş и Ğ.

## Реформа алфавита
В июне 1928 года Ататюрк попросил министра национального образования Мустафу Неджати сформировать комитет для перехода на новый (латинский) алфавит. 9 августа 1928 года сам Ататюрк объявил, что латинский алфавит заменит арабский по всей стране, а 1 ноября того же года 3-й парламент Турции принял закон о новом турецком алфавите, получивший номер 1353.
Уже 11 ноября 1928 года 5-е правительство Турции приняло решение о создании сети национальных школ: реализация проекта началась 24 ноября. Данные «школы» являлись, фактически, серией коротких курсов для взрослых. По словам члена комитета Фалиха Рыфкы Атая, обучение латинскому алфавиту уже грамотных людей шло заметно труднее, поскольку они привыкли к арабской письменности. Неграмотные же обучались проще: так что, добавлял Фалих Рыфкы Атай, если бы уровень грамотности в стране не был бы таким низким, реформа алфавита скорее всего стала бы невозможной.

## Первый день кампании
Первый пример работы школы нации был дан на занятиях во дворце Долмабахче. Затем, начиная с 1 января 1929 года, по всей Турции было открыто множество аналогичных школ. Сам Мустафа Неджати, ответственный за данную программу, умер от аппендицита в тот же день, когда школы нации были открыты — сегодня он считается одним из пионеров в сфере реформы турецкого алфавита.

## Школьные инструкции
Согласно изданным правилам, школы нации были обязательными для всех жителей страны в возрасте от 14 до 45 лет. Женщинам предлагалось два курса в неделю, а мужчинам — четыре. Общая продолжительность обучения составляла от 2 до 4 месяцев, в зависимости от предварительной подготовки студентов. Аналогичные курсы также были предложены и заключенным турецких тюрем.
Поскольку в 1930-е годы большинство деревень страны не имело постоянных школ, для таких деревень были созданы специальные «мобильные педагогические коллективы»: из оборудования они имели книги, бумагу, ручки, мел, портативную школьную доску и кусок брезента. По окончании школы нации все студенты должны были сдать заключительный экзамен с целью получения сертификата, а лучшие ученики в каждой школе получали фотографию Ататюрка, лично подписанную лидером страны, и книгу, содержавшую конституции молодой республики.
Ататюрк, получивший в те годы титул «башугретмен» («главный учитель»), активно участвовал в программе Школы нации — в своих многочисленных поездках по стране он лично преподавал детям и взрослым новый алфавит.

## Преподавательский состав
Численность преподавателей в школе нации составила 50 690 человек: школьные учителя получали специальное разрешение, подтверждавшее их право на преподавание в рамках проекта.

## Результаты
В первый год работы программы «Школа нации» число «школ» — фактически, классных комнат — составило 20 487 штук, а число учащихся в них — 1 075 500 человек. За первый год 485 632 мужчины и 111 378 женщин получили сертификаты об успешном окончании программы. Всего же за время существования программы (до 1932 года) общее число её выпускников составило 1 217 144 человека.
Чтобы сохранить полученные знания и укрепить общую грамотности среди учеников, в рамках программы издавался специальный еженедельный «Народный журнал», распространявшийся бесплатно; он начал выходить 11 февраля 1929 года.

## Память
Начиная с 1981 года, 24 ноября каждого года — день начала проекта — отмечается в Турции как «день учителя».